# Fergus mac Róich
Fergus mac Róich (['fʴerɣus mak Roiç], irisch: „Manneskraft, Sohn des Großen Pferdes“) ist in der keltischen Mythologie Irlands ein Krieger aus Ulster. Er ist in dem irischen Epos Táin Bó Cuailnge (irisch: „Rinderraub von Cooley“) der Ziehvater von Cú Chulainn und der Geliebte der Königin Medb.

## Etymologie des Namens
Fergus ist nach Thurneysen eine bretonische Bezeichnung in der Aremorica für einen kultischen Repräsentanten der Potenz. Er wird mit „auserwählte Männlichkeit“ übersetzt (altirisch: *uiro-gustus, altkymrisch: gurgust). Ein interessantes germanisches Etymon ist der Name der Göttin Vagda-vercustis („Ruhm - auserwählte - Kraft [virtus]“).
Bei Fergus mac Róich wird der Hinweis auf seine Potenz noch durch seinen Vaternamen „Großes Pferd“ verstärkt, da das Pferd auch als Fruchtbarkeitstier gesehen wird. Sein Phallus hat die Länge von sieben Zoll, sein Hodensack gleicht einem Mehlsack. Der Königsstein Lia Fáil bei Tara wurde bis ins 19. Jahrhundert im Volksmund bod Fheraghais („Glied des Fergus“) genannt.
Von einem anderen Träger dieses Namens, Fergus mac Léite, wird traditionell gesungen, dass sein Penis sieben Männerfäuste lang sei.

## Mythologie
Fergus mac Róich ist ein Krieger von gewaltigem Körperbau, er hat die Kraft von 700 Männern und isst auch für sieben Helden. Wegen seiner Manneskraft muss seine Gattin oder Geliebte Flidais ständig bei ihm sein, sonst sind ihm sieben Frauen nicht genug. Seine geis (Tabu) ist, dass er niemals eine Einladung zum Biertrinken ausschlagen darf.
In Táin Bó Flidhais („Das Wegtreiben von Flidais’ Rindern“) wird berichtet, wie er Flidais zusammen mit deren mythischen Kuh Maol bei einem Feldzug gegen ihren Gatten, König Oilill Fionn von Mayo, erobern kann. Dies geschieht, als er sich am Königshof von Connacht aufhält.
Da Fergus bei der Bewerbung um den Thron von Ulster von Conchobar und dessen Mutter Nessa in der Volksgunst übertrumpft wurde, besteht eine lebenslange Spannung zwischen beiden. Als er von Conchobar gemeinsam mit Cormac Conn Longas und Dubthach als Bürge für das Leben von Naoise hintergangen wird (in Longas mac nUislenn, „Das Exil der Söhne Uislius“), zieht er nach Connacht (siehe auch Echtrae Nerai, „Neras Abenteuer“) und führt mit seinen Getreuen einen Kleinkrieg gegen Ulster. Fergus beherrscht die Technik der Teichoskopie, das detaillierte Beschreiben der Eigenheiten und Ausrüstung eines anderen Helden. So unterrichtet er die Krieger von Connacht vor dem Kampf mit Hilfe des Spähers Mac Roth genauestens mit allem Wissenswerten über seinen Ziehsohn Cu Chulainn (siehe Macgnímrada Con Culainn – „Cú Chulainns Knabentaten“). Weil er aber die Ulter vor den Absichten der Connachter warnt, wird er von diesem in den folgenden Zweikämpfen aus Pietät und Fairness immer geschont. Medb gelingt es, Fergus mit dem Versprechen „ihrer Schenkel“ zum Kampf gegen seine früheren Landsleute zu bewegen. Als er und Cu Chulainn an der Furt, die der Letztere verteidigt, aufeinandertreffen, vereinbaren sie, einander niemals zu verletzen. Deshalb unterstützt Fergus mit seinen 3000 Männern die Connachter auch nicht in der Entscheidungsschlacht und diese werden von den Ultern besiegt.
Einige Keltologen sehen Fergus als eine zwielichtige Heldengestalt, weil er durch seine geis der Pflicht als Bürge nicht nachkommen konnte und wegen einer Liebesnacht mit Medb gegen seine Stammesgenossen ins Feld zog. Demgegenüber ist sein Verhalten gegen den wortbrüchigen Conchobar und seine unbedingte Treue zu Cu Chulainn  positiv zu werten.

## DieVisio Tundali
DieVisio Tundali oder Visio Tnugdali („Die Vision Tundals“), einem Jenseitsbericht des irischen Mönches Marcus, einem Inklusen des Schottenklosters von Regensburg aus dem Jahre 1149, ist ein Vorbild für die Divina Commedia von Dante Alighieri. Die beiden Sagenhelden Fergus mac Róich und Conall Cernach müssen hier in der „Hölle der Gierigen“ dem seelenfressenden Ungeheuer Acharon für alle Ewigkeiten als Kiefersperren in seinem riesigen Maul dienen.